# Ernst Pörner
K. Ernst Pörner (* 11. Juli 1886 in Stendal; † 27. Oktober 1965 in Wernigerode) war ein deutscher Pädagoge, Naturschützer, Geologe und Heimatforscher.

## Leben
Nach seiner Lehrerausbildung erhielt Pörner 1912 eine Stelle an der Mädchen-Volksschule in Wernigerode. Nach dem Ersten Weltkrieg ließ er sich zum Mittelschullehrer weiterbilden und wurde an die Knabenmittelschule versetzt, wo er Mathematik, Physik und Chemie unterrichtete. Er erstellte mehrere Unterrichtsmaterialien, die in den Schulen des gesamten Kreis Wernigerode als vervielfältigte Manuskripte Anwendung fanden, darunter 1934 Der Harz und sein Vorland. Am 11. Juli 1937 beantragte er die Aufnahme in die NSDAP und wurde rückwirkend zum 1. Mai desselben Jahres aufgenommen (Mitgliedsnummer 4.641.116). Während des Zweiten Weltkrieges war er Luftschutzbeauftragter für den Landkreis Wernigerode. Wegen seiner Parteimitgliedschaft durfte er nach Kriegsende nicht mehr unterrichten.
In seiner Freizeit beschäftigte er sich intensiv mit Zeichnen und Heimatforschung und legte mehrere grundlegende Veröffentlichungen über den Nordharz, Kreis und Stadt Wernigerode sowie den Brocken vor, die teilweise in 10. Auflage noch Jahre nach seinem Tod erschienen. Außerdem publizierte er einige seiner Forschungsergebnisse in der Tages-, Regional- und Fachpresse.
Von 1952 bis 1965 war Ernst Pörner Naturschutzbeauftragter für den Kreis Wernigerode und bemühte sich in politisch schwieriger Zeit um die Einhaltung des Naturschutzes unterm Brocken. 1952 und 1953 sorgte er für die Wieder- und Neufassung der Naturdenkmale sowie aller Natur- und Landschaftsschutzgebiete im Kreis Wernigerode.
Bleibende Verdienste erwarb er sich ferner beim Aufbau des Feudalmuseums Schloss Wernigerode und des Kreis-Heimatmuseums Wernigerode (heute Harzmuseum).
Gemeinsam mit dem Ilsenburger Heimatforscher Hans Riefenstahl war er zu Beginn der 1960er Jahre an der Wiederentdeckung der Burg auf dem Ilsestein beteiligt.

## Werke (Auswahl)
- Geologie, Klima und Vegetation des Harzes und seines Vorlandes. Tätigkeitsbericht 1934 der Versuchsvereinigung Nordharz, 1934
- Der Harz und sein Vorland, 1934 (Vervielfältigtes Manuskript für Unterrichtszwecke im Kreis Wernigerode)
- Stammtafel der Familie Pörner, Schkeuditzer Linie, Wernigerode 1934
- Geschichtliche Karte des Amtes Harzburg nach seinen Forst-, Flur- und Strassennamen, Harzburger Altertums- u. Geschichtsverein, [Harzburg] 1938
- Der Tanz um die Maienkönigin. Eine Deutung der Figuren am Rathaus zu Wernigerode. In: Archiv für Landes- und Volkskunde von Niedersachsen 3 (1942), S. 26
- Der Landkreis Wernigerode – 20 Karten zur Beurteilung der landwirtschaftlichen Ernteerträge, 1945
- Klimaatlas des Harzes, 1953 (Vervielfältigtes Manuskript in der Harzbücherei Wernigerode)
- Marktplatz und Rathaus zu Wernigerode. Wernigerode o. J. [1957]
- Wernigerode die bunte Stadt am Harz, 1. Aufl. 1956, 7. bearb. Aufl. 1965, Brockhaus, Leipzig (Unser kleines Wanderheft)
- Der Brocken im Harz, Wernigerode 1956
- (mit  Wolfgang Kaul): Brocken, Schierke, Elend,  VEB Bibliograph. Inst., 1959 (Unser kleines Wanderheft)
- Lustgarten und Tiergarten in Wernigerode (mit Gehölzliste des Lustgartens), 1961
- (mit Rolf Langematz und Herbert Kürth): Fachwerk in Wernigerode, Böhlau, Weimar, 1961
- Zum Gedächtnis – Oberst Gustav Petri, 1962 (Manuskript im Stadtarchiv Wernigerode)
- (mit Hans Riefenstahl): Die Burg auf dem Ilsestein bei Ilsenburg (Harz), Hüttenmuseum, Ilsenburg 1966
- (mit Karl Üblacker): Wernigerode die bunte Stadt am Harz, 8., verb. Aufl., Brockhaus, Leipzig 1967; 10. Aufl., Brockhaus, Leipzig, 1971
- Geschichte Wernigerode. In: Wernigeröder Zeitung und Intelligenzblatt, Stadt Allendorf 1968, Nr. 109, S. 2–5
- Der Regenstein als brandenburgisch-preußische Festung. In: Unser Harz, 22 (1974), 3, S. 47–48
- Wernigeröder Baugeschichte, in: Neue Wernigeröder Zeitung Bd. 4; 5.1993; 1994, 24/25; 16, S. 32–33; S. 17

## Ehrungen
- 1990 Vergabe des Straßennamens Ernst-Pörner-Straße in Wernigerode